# Eric Hall (Leichtathlet)
Eric William Hall (* 15. September 1932 in Oxshott; † 20. März 2022) war ein britischer Geher.

## Leben
Eric wurde 1932 in Oxshott, Surrey, als erstes Kind von Alfred und Naomi Hall geboren. Sechs Jahre später kam seine Schwester Sheila zur Welt. Während des Zweiten Weltkrieges wurde sein Vater 1943 in die Armee berufen, weshalb er mit seiner Mutter und Schwester nach Kingston upon Thames, einem heutigen Stadtteil von London, zog. Dort bestand er die Aufnahmeprüfungen für die Tiffin Grammar School in Kingston und besuchte fortan die Schule.
Seit seiner Kindheit war es Familientradition, dass am Sonntagnachmittag lange Spaziergänge unternommen wurden. So begann Hall, der von schlanker Statur war, zunächst mit dem Crosslauf und auch mit dem Cricket. Als sein Vater wieder nach dem Krieg zu Hause war, arbeitete dieser für London Transport. Später nahm ihn sein Vater zu einer Wanderung mit, wo Eric den Arbeitskollegen seines Vaters Wally Ives kennenlernte, der ihn zu den Belgrave Harriers einlud. Zu diesem Zeitpunkt dachte Hall, er würde einen Wanderclub besuchen. Ein zusätzlicher Anstoß war, dass es der Sommer der Olympischen Spiele 1948 in London war. Eric und seine Schulfreunde waren begeisterte Autogrammjäger, und im nahe gelegenen Richmond Park, nicht weit vom Ladderstile Gate entfernt, gab es Kasernenreihen, die einer der Standorte der „olympischen Dörfer“ waren. So wurden nicht nur exotische Athleten im Park ausspioniert, sondern dieser Club in Wimbledon hatte Mitglieder, die olympische Wettkämpfer waren. Eric füllte sein Bewerbungsformular aus und wurde Belgrave Harrier.
Als die Olympischen Spiele 1948 in London stattfanden, zog es Hall und seine Schulfreunde in den Richmond Park, wo sich ein Teil des olympischen Dorfes befand. Dort beobachteten sie die Athleten. Durch diese Inspiration trat Hall am 1. November 1948 den Belgrave Harriers bei. Nach vielen Trainingseinheiten nahm er sich schließlich 1956 drei Wochen unbezahlten Urlaub, um sich für die Olympischen Spiele 1956 in Melbourne zu qualifizieren. Als Zweiter hinter Don Thompson über 50 km schaffte er die nationale Qualifikation für Melbourne. Dort belegte er im 50-km-Gehen den neunten Platz.
1958 verpasste Hall die Teilnahmen an den Europameisterschaften in Stockholm, da er im nationalen Qualifikationswettkampf nur Zweiter hinter Stan Vickers wurde. Bei den Olympischen Spielen 1960 in Rom starteten Vickers und Hall schließlich beide im 20-km-Gehen. Während Vickers die Bronzemedaille gewann, wurde Hall Zehnter.
1964 versuchte Hall noch einmal sich für die Olympischen Spiele in Tokio zu qualifizieren. Beim nationalen Qualifikationswettkampf über 50 km in Crystal Palace wurde er jedoch lediglich Fünfter.
Eric Hall, der als Zoll- und Steuerbeamter arbeitete, war 73 Jahre lang Mitglied der Belgrave Harriers. 1957 wurde er zum lebenslangen Mitglied und 1999 zu deren Präsidenten gewählt. Als ältestes Mitglied des Clubs starb Hall am 20. März 2022 im Alter von 89 Jahren.